# Mark Dunbar
Mark Anthony Dunbar (ur. 1 czerwca 1961 w Blackburn) – brytyjski zapaśnik walczący w stylu wolnym. Dwukrotny olimpijczyk. Odpadł w eliminacjach turnieju w Moskwie 1980 i Los Angeles 1984. Startował w kategorii 52–62 kg.
Siódmy na mistrzostwach Europy w 1984. Brązowy medalista Igrzysk Wspólnoty Narodów w 1978 i piąty w 1982 roku, gdzie reprezentował Anglię.
Pięciokrotny mistrz kraju w latach 1978 (48 kg), 1979 i 1980 (54 kg), 1982 i 1985 (63 kg).
- Turniej w Moskwie 1980 - 52 kg

Przegrał z Nermedinem Selimowem z Bułgarii i Jang Dok-ryongiem z Korei Północnej.
- Turniej w Los Angeles 1984 - 62 kg

Przegrał z Randym Lewisem z USA i Gianem Singhem z Indii.